# 如来寺 (いわき市)
如来寺（にょらいじ）は、福島県いわき市平山崎にある浄土宗の寺院。山号は松峯山。院号は眞戒院。本尊は阿弥陀如来。

## 歴史
この寺は、鎌倉時代後期山名行阿を開基として、真戒が善光寺式の阿弥陀三尊を安置したのに始まるとされ、真戒が没した後、1322年、良山を開山として寺としたと伝えられる。浄土宗名越派の中心的な寺院として栄え、檀林（僧侶の学問所・養成所）がおかれていた時期もあった。

## 文化財
以下の重要文化財2件は如来寺に伝来したものだが、現在はいわき市の所有になっており、東京国立博物館に寄託されている。
- 銅造阿弥陀如来及両脇侍立像[3] - 嘉元2年（1304年）作。善光寺式阿弥陀三尊と呼ばれる形式の像。
- 絹本著色阿弥陀三尊像[4]

## 所在地
- 福島県いわき市平山崎字矢ノ目92